# Gubernie

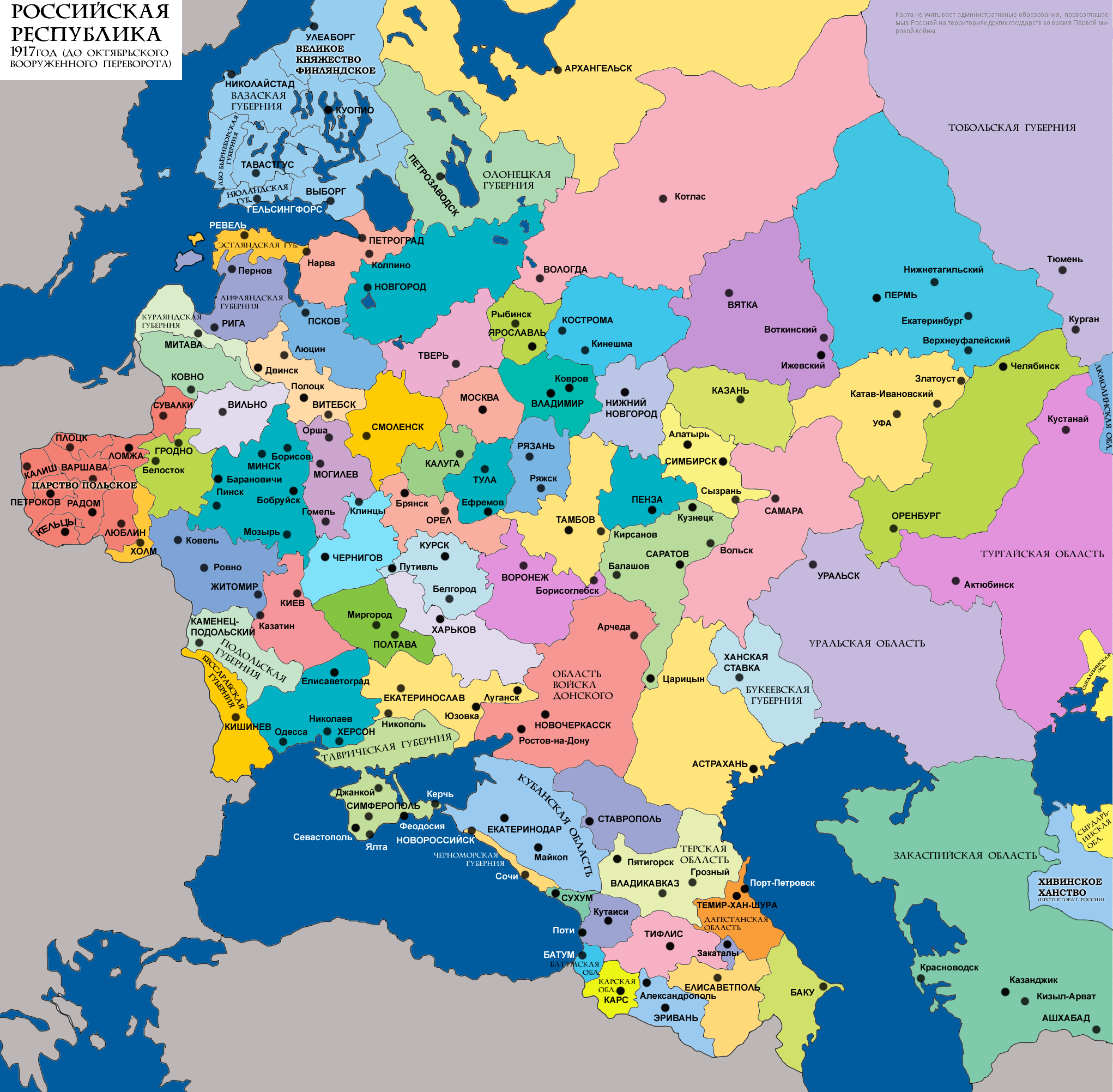
Guberniile europene ale imperiului la 1917

Subdiviziunile Imperiului Rus în 1914

Gubernia (în limba rusă губе́рния) a fost subdiviziunea administrativă cea mai importantă a Imperiului Rus. Gubernia poate fi asemănată într-o oarecare măsură cu guvernoratul sau provincia. Gubernia era condusă de un gubernator (губернатор), cuvânt împrumutat probabil din limba latină (gubernator).
Acest tip de subdiviziune a fost creat de Petru cel Mare prin ucazul din 8 decembrie 1708, prin care Rusia era împărțită în opt gubernii. În 1719, guberniile au mai fost împărțite în provincii (провинции). Mai apoi, numărul guberniilor a fost crescut de la 8 la 23.
Prin reforma din 1775 împărțirea în gubernii și, mai apoi, în uezduri (уезды) s-a bazat pe mărimea populației regiunii respective, denumirea de "gubernie" fiind înlocuită de sinonimul din limba rusă: "namestnicestvo" (наместничество, tradus aproximativ prin "viceregat"). Totuși, termenul "gubernie" a rămas în uz. Regiunea administrativă namestnicestvo erau conduse de un namestnik (наместник) ("delegat"), numit uneori și gubernator general (генерал-губернатор). În mod corespunzător, termenul gubernorat general (генерал-губернаторство) denumea teritoriul aflat sub controlul gubernatorului general. Gubernatorul general avea delegate mai multe puteri administrative și se afla într-o poziție în ierarhia administrativă superioară vechilor gubernatori, mai ales că, uneori, el putea administra mai multe gubernii.
Prin ucazul Senatului Rusiei din 31 decembrie 1796, funcția de gubernator general a fost coborâtă la nivelul de dinainte al gubernatorului, iar Rusia a fost din nou împărțită în gubernii și mai departe în uezduri, voloste (волость). 
Această împărțire administrativă a existat până la revoluția rusă din 1917.
După Revoluția din Februarie, guvernul provizoriu a redenumit gubernatorii comisari guberniali. Revoluția din Octombrie nu a schimbat împărțirea administrativă, dar a redenumit aparatul de conducere soviet gubernial (губернский совет).
Împărțirea administrativă a Uniunii Sovietice a fost subiectul mai multor reforme, în special în perioada 1918–1929. În cele din urmă, în 1929, toate aceste subdiviziuni au fost înlocuite cu oblastiile, okrugurile și raioanele.
În zilele noastre, deși termnenul gubernie este scos din uz, prin gubernator este denumit conducătorul unei oblastii sau a unei kraine.